# WWC Puerto Rico Heavyweight Championship
Campeonato de Puerto Rico Peso Pesado de WWC (WWC Puerto Rico Heavyweight Championship por su nombre original en inglés) es un campeonato de lucha libre profesional, perteneciente a la promoción WWC de Puerto Rico. El campeonato fue creado en junio de 1974, y es defendido exclusivamente en Puerto Rico. El primer campeón fue José Miguel Pérez, quien también tuvo el récord de días con el título con 426 días. Por otra parte, Invader I tiene el récord de reinados con 12.

## Campeones

### Campeón actual
El actual campeón es Pedro Portillo quien se encuentra en su primer reinado como campeón. Portillo ganó el título al derrotar a Chicano Cotto.

### Lista de campeones
|     | Luchador                | N.º     | Fecha                    | Días | Lugar                    | Notas y referencias |  |
| --- | ----------------------- | ------- | ------------------------ | ---- | ------------------------ | --- |  |
| 1   | José Miguel Pérez       | 1       | 6 de enero de 1974       | 426  | Guaynabo, Puerto Rico    | Galardonado en el primer evento de la WWC. |  |
| 2   | Dr. Klodied             | 1       | 8 de marzo de 1975       | 14   | Caguas, Puerto Rico      | |  |
| 3   | José Miguel Pérez       | 2       | 22 de marzo de 1975      | 161  | Bayamón, Puerto Rico     | |  |
| —   | Vacante                 |         | 30 de agosto de 1975     |      | Bayamón, Puerto Rico     | El título quedó vacante luego de una lucha ante Spoiler II. |  |
| 4   | José Miguel Pérez       | 3       | 20 de septiembre de 1975 | 14   | Bayamón, Puerto Rico     | |  |
| 5   | Tosh Togo               | 1       | 4 de octubre de 1975     | 70   | Bayamón, Puerto Rico     | |  |
| —   | Vacante                 |         | 13 de diciembre de 1975  |      | Caguas, Puerto Rico      | El título quedó vacante por intento de retener deliberadamente el título. |  |
| 6   | Hercules Ayala          | 1       | 21 de febrero de 1976    | 91   | Bayamón, Puerto Rico     | Derrotó a Spoiler I en la final de un torneo. |  |
| 7   | Tor Kamata              | 1       | 22 de mayo de 1976       | 91   | Caguas, Puerto Rico      | |  |
| 8   | Jose Rivera             | 1       | 21 de agosto de 1976     | 126  | Caguas, Puerto Rico      | |  |
| 9   | Eric The Red            | 1       | 25 de diciembre de 1976  | 98   | Bayamón, Puerto Rico     | |  |
| —   | Vacante                 |         | 2 de abril de 1977       |      | San Juan, Puerto Rico    | El título quedó vacante luego de una lucha ante Ernie Ladd. |  |
| 10  | José Miguel Pérez       | 4       | 7 de mayo de 1977        | 7    | Bayamón, Puerto Rico     | |  |
| 11  | Huracán Castillo        | 1       | 14 de mayo de 1977       | 35   | Caguas, Puerto Rico      | |  |
| 12  | Hercules Ayala          | 2       | 18 de junio de 1977      | 98   | Caguas, Puerto Rico      | |  |
| 13  | Invader I               | 1       | 24 de septiembre de 1977 | 21   | Bayamón, Puerto Rico     | |  |
| 14  | Carlos Colón            | 1       | 15 de octubre de 1977    | 175  | Bayamón, Puerto Rico     | |  |
| 15  | Ox Baker                | 1       | 8 de abril de 1978       | 28   | Caguas, Puerto Rico      | |  |
| 16  | Carlos Colón            | 2       | 6 de mayo de 1978        | 70   | Bayamón, Puerto Rico     | |  |
| 17  | Kendo Kimura            | 1       | 15 de julio de 1978      | 28   | Caguas, Puerto Rico      | |  |
| 18  | Carlos Colón            | 3       | 12 de agosto de 1978     | 128  | Caguas, Puerto Rico      | |  |
| 19  | Abdullah the Butcher    | 1       | 18 de noviembre de 1978  | 225  | Bayamón, Puerto Rico     | |  |
| 20  | Pampero Firpo           | 1       | 31 de julio de 1979      | 11   | Bayamón, Puerto Rico     | |  |
| —   | Vacante                 |         | 11 de agosto de 1979     |      | Bayamón, Puerto Rico     | El título quedó vacante luego de una lucha ante Carlos Colón. |  |
| 21  | Carlos Colón            | 4       | 22 de septiembre de 1979 | 84   | Bayamón, Puerto Rico     | Derrotó a Firpo en una revancha. |  |
| 22  | Abdullah the Butcher    | 2       | 15 de diciembre de 1979  | 21   | Bayamón, Puerto Rico     | |  |
| —   | Vacante                 |         | 5 de enero de 1980       |      | Bayamón, Puerto Rico     | El título quedó vacante luego de una lucha ante Carlos Colón. |  |
| 23  | Carlos Colón            | 5       | 12 de enero de 1980      | 483  | Bayamón, Puerto Rico     | Derrotó a Abdullah en una revancha. |  |
| —   | Vacante                 |         | 2 de mayo de 1981        |      | San Juan, Puerto Rico    | El título quedó vacante luego de una lucha ante Killer Karl Krupp. |  |
| 24  | Carlos Colón            | 6       | 9 de mayo de 1981        | 93   | Bayamón, Puerto Rico     | Derrotó a Killer Karl Krupp. |  |
| 25  | Abdullah the Butcher    | 3       | 10 de agosto de 1981     | 47   | San Juan, Puerto Rico    | |  |
| 26  | Carlos Colón            | 7       | 26 de septiembre de 1981 | 133  | Bayamón, Puerto Rico     | |  |
| 27  | Mongolian Stomper       | 1       | 6 de febrero de 1982     | 35   | Bayamón, Puerto Rico     | |  |
| 28  | Carlos Colón            | 8       | 13 de marzo de 1982      | 133  | Bayamón, Puerto Rico     | |  |
| —   | Vacante                 |         | 24 de julio de 1982      |      | San Juan, Puerto Rico    | El título quedó vacante cuando Colón ganó el WWC Universal Heavyweight Championship. |  |
| 29  | Dory Funk Jr.           | 1       | 14 de agosto de 1982     | 63   | Bayamón, Puerto Rico     | Derrotó a Pierre Martel en la final de un torneo. |  |
| 30  | Invader I               | 2       | 16 de octubre de 1982    | 91   | San Juan, Puerto Rico    | |  |
| 31  | King Tonga              | 1       | 15 de enero de 1983      | 281  | San Juan, Puerto Rico    | |  |
| 32  | Bob Sweetan             | 1       | 23 de octubre de 1983    | 153  | Mayagüez, Puerto Rico    | |  |
| 33  | King Tonga              | 2       | 24 de marzo de 1984      | 49   | Bayamón, Puerto Rico     | |  |
| 34  | Terry Gibbs             | 1       | 12 de mayo de 1984       | 33   | Bayamón, Puerto Rico     | |  |
| 35  | Hercules Ayala          | 3       | 14 de junio de 1984      | 23   | Bayamón, Puerto Rico     | |  |
| 36  | Konga The Barbarian     | 1       | 7 de julio de 1984       | 70   | Bayamón, Puerto Rico     | |  |
| 37  | Invader I               | 3       | 15 de septiembre de 1984 | 82   | San Juan, Puerto Rico    | |  |
| 38  | Black Gordman           | 1       | 6 de diciembre de 1984   | 125  | Bayamón, Puerto Rico     | |  |
| 39  | Super Médico I          | 1       | 10 de abril de 1985      | 59   | Aguadilla, Puerto Rico   | |  |
| 40  | Fidel Sierra            | 1       | 8 de junio de 1985       | 28   | Caguas, Puerto Rico      | |  |
| 41  | Super Médico I          | 2       | 6 de julio de 1985       | 42   | Carolina, Puerto Rico    | |  |
| 42  | Eric Embry              | 1       | 17 de agosto de 1985     | 273  | Bayamón, Puerto Rico     | |  |
| 43  | Super Médico I          | 3       | 17 de mayo de 1986       | 14   | Caguas, Puerto Rico      | |  |
| 44  | Eric Embry              | 2       | 31 de mayo de 1986       | 28   | Bayamón, Puerto Rico     | |  |
| 45  | Invader I               | 4       | 28 de junio de 1986      | 116  | Bayamón, Puerto Rico     | |  |
| 46  | Al Pérez                | 1       | 22 de octubre de 1986    | 38   | San Juan, Puerto Rico    | |  |
| 47  | Mighty Igor             | 1       | 29 de noviembre de 1986  | 189  | San Juan, Puerto Rico    | |  |
| 48  | Kareem Mumhammad        | 1       | 6 de junio de 1987       | 190  | Guaynabo, Puerto Rico    | |  |
| 49  | Miguel Perez, Jr.       | 1       | 13 de diciembre de 1987  | 153  | San Juan, Puerto Rico    | |  |
| 50  | Super Black Ninja       | 1       | 14 de mayo de 1988       | 84   | Caguas, Puerto Rico      | |  |
| 51  | Ricky Santana           | 1       | 6 de agosto de 1988      | 63   | San Juan, Puerto Rico    | |  |
| 52  | Bobby Jaggers           | 1       | 8 de octubre de 1988     | 47   | Carolina, Puerto Rico    | |  |
| 53  | Ricky Santana           | 2       | 24 de noviembre de 1988  | 23   | Carolina, Puerto Rico    | |  |
| 54  | Hercules Ayala          | 4       | 17 de diciembre de 1988  | 20   | Bayamón, Puerto Rico     | |  |
| —   | Vacante                 |         | 6 de enero de 1989       |      | San Juan, Puerto Rico    | Cuando Ayala perdió en una loser-leaves-town match ante Carlos Colón. |  |
| 55  | TNT                     | 1       | 4 de febrero de 1989     | 21   | Bayamón, Puerto Rico     | Derrotó a Sika en la final de un torneo. |  |
| 56  | Abudda Dein             | 1       | 25 de febrero de 1989    | 78   | Carolina, Puerto Rico    | |  |
| 57  | Invader I               | 5       | 14 de mayo de 1989       | 62   | San Juan, Puerto Rico    | |  |
| 58  | Ivan Koloff             | 1       | 15 de julio de 1989      | 84   | Caguas, Puerto Rico      | |  |
| 59  | Invader I               | 6       | 7 de octubre de 1989     | 98   | Bayamón, Puerto Rico     | |  |
| 60  | Manny Fernández         | 1       | 13 de enero de 1990      | 144  | Bayamón, Puerto Rico     | |  |
| —   | Vacante                 |         | 6 de junio de 1990       |      |                          | Debido a una lesión de Fernández. |  |
| 61  | Huracán Castillo Jr.    | 1       | 12 de octubre de 1991    | 65   | Bayamón, Puerto Rico     | Derrotó a Héctor Guerrero en la final de un torneo luego abandonó la WWC el 16 de diciembre de 1991 y fue galardonado como campeón de Puerto Rico en la AWF a su llegada el 21 de diciembre de 1991. |  |
| 62  | Jake Roberts            | 1       | 5 de junio de 1993       |      | San Juan, Puerto Rico    | |  |
| —   | Vacante                 |         | 5 de diciembre de 1993   |      |                          | Cuando la AWF cerró. |  |
| 63  | Ray González            | 1       | 26 de febrero de 1994    |      |                          | Derrotó a Jason The Terrible. |  |
| 64  | Jason The Terrible      | 1       | 25 de febrero de 1995    |      |                          | |  |
| 65  | Invader I               | 7       | 17 de junio de 1995      |      |                          | |  |
| 66  | Bronco I                | 1       | 18 de noviembre de 1995  | 49   | Bayamón, Puerto Rico     | |  |
| 67  | Invader I               | 8       | 6 de enero de 1996       | 154  | Caguas, Puerto Rico      | |  |
| 68  | Huracán Castillo Jr.    | 2       | 8 de junio de 1996       | 173  |                          | |  |
| —   | Vacante                 |         | 28 de noviembre de 1996  |      |                          | El título quedó vacante luego de una lucha ante Ray González. |  |
| 69  | Ray González            | 2       | 15 de diciembre de 1996  | 104  | Caguas, Puerto Rico      | Derrotó a Castillo en una revancha. |  |
| 70  | Huracán Castillo Jr.    | 3       | 29 de marzo de 1997      | 29   | Bayamón, Puerto Rico     | |  |
| 71  | Ray González            | 3       | 27 de abril de 1997      | 31   | Cabo Rojo, Puerto Rico   | |  |
| 72  | Mohammed Hussein        | 1       | 28 de mayo de 1997       | 101  | Gurabo, Puerto Rico      | |  |
| 73  | Ricky Santana           | 3       | 6 de septiembre de 1997  | 82   | Humacao, Puerto Rico     | |  |
| 74  | Villano III             | 1       | 27 de noviembre de 1997  | 2    | Caguas, Puerto Rico      | |  |
| 75  | Ricky Santana           | 4       | 29 de noviembre de 1997  | 22   | Arecibo, Puerto Rico     | |  |
| 76  | Villano III             | 2       | 21 de diciembre de 1997  | 223  | San Germán, Puerto Rico  | |  |
| 77  | Glamour Boy Shane       | 1       | 1 de agosto de 1998      | 91   | San Juan, Puerto Rico    | |  |
| 78  | Victor The Bodyguard    | 1       | 31 de octubre de 1998    | 112  | Ponce, Puerto Rico       | |  |
| 79  | Carlos Colón            | 9       | 20 de febrero de 1999    | 120  | Humacao, Puerto Rico     | |  |
| —   | Vacante                 |         | 20 de junio de 1999      |      |                          | El título quedó vacante debido a una lesión de rodilla de Colón. |  |
| 80  | José Rivera, Jr.        | 1       | 10 de julio de 1999      | 63   | Guaynabo, Puerto Rico    | Derrotó a Victor The Bodyguard en la final de un torneo. |  |
| 81  | Mustafa Saed            | 1       | 11 de septiembre de 1999 | 42   | Fajardo, Puerto Rico     | |  |
| 82  | El Nene                 | 1       | 23 de octubre de 1999    | 19   | Manatí, Puerto Rico      | Cubrió a "Mr.Hardcore" Rico Suave para ganar el campeonato en un handicap match. |  |
| 83  | Harley Lewis            | 1       | 11 de noviembre de 1999  | 69   | Cayey, Puerto Rico       | |  |
| 84  | José Rivera, Jr.        | 2       | 19 de enero de 2000      | 24   | Carolina, Puerto Rico    | |  |
| 85  | Rex King                | 1       | 12 de febrero de 2000    | 43   | Guaynabo, Puerto Rico    | |  |
| 86  | Titán                   | 1       | 26 de marzo de 2000      | 188  | Carolina, Puerto Rico    | |  |
| 87  | Invader I               | 9       | 30 de septiembre de 2000 | 161  | Carolina, Puerto Rico    | |  |
| 88  | Paul LeDuc              | 1       | 10 de marzo de 2001      | 28   | Morovis, Puerto Rico     | |  |
| 89  | Invader I               | 10      | 7 de abril de 2001       | 56   | Carolina, Puerto Rico    | |  |
| 90  | Fidel Sierra            | 2       | 2 de junio de 2001       | 99   | Morovis, Puerto Rico     | |  |
| 91  | Invader I               | 11      | 9 de septiembre de 2001  | 55   | Bayamón, Puerto Rico     | |  |
| 92  | Jim Steele              | 1       | 3 de noviembre de 2001   | 21   | Carolina, Puerto Rico    | |  |
| 93  | Invader I               | 12      | 24 de noviembre de 2001  | 77   | Caguas, Puerto Rico      | |  |
| 94  | Ray González            | 4       | 9 de febrero de 2002     | 28   | Caguas, Puerto Rico      | |  |
| 95  | Hercules Ayala          | 5       | 9 de marzo de 2002       | 15   | Carolina, Puerto Rico    | |  |
| 96  | Ray González            | 5       | 24 de marzo de 2002      | 98   | Orocovis, Puerto Rico    | |  |
| —   | Vacante                 |         | 30 de junio de 2002      |      |                          | El título quedó vacante cuando González abandonó la WWC. |  |
| 97  | Ricky Santana           | 5       | 28 de noviembre de 2002  | 16   | Mayagüez, Puerto Rico    | Derrotó a El Nene en la final de un torneo. |  |
| 98  | El Nene                 | 2       | 14 de diciembre de 2002  | 23   | Caguas, Puerto Rico      | |  |
| —   | Vacante                 |         | 6 de enero de 2003       |      | Caguas, Puerto Rico      | El título quedó vacante luego de una lucha ante Fidel Sierra. |  |
| 99  | Fidel Sierra            | 3       | 11 de enero de 2003      | 7    | Morovis, Puerto Rico     | Derrotó a El Nene en una revancha. |  |
| 100 | El Nene                 | 3       | 18 de enero de 2003      |      | San Lorenzo, Puerto Rico | |  |
| —   | Vacante                 |         | Abril de 2003            |      |                          | El título quedó vacante cuando El Nene abandonó la WWC. |  |
| 101 | Eddie Colón             | 1       | 31 de mayo de 2003       | 37   | Carolina, Puerto Rico    | Derrotó a Dominican Boy en la final de un torneo. |  |
| 102 | Dominican Boy           | 1       | 7 de junio de 2003       | 68   | Cayey, Puerto Rico       | |  |
| —   | Vacante                 |         | 13 de septiembre de 2003 |      | Yabucoa, Puerto Rico     | El título quedó vacante después de que Dominican Boy ganara el WWC Universal Heavyweight Championship.                                                                                               |  |
| 103 | José Rivera, Jr.        | 3       | 27 de septiembre de 2003 | 28   | Caguas, Puerto Rico      | Derrotó a Eddie Colón en la final de un torneo. |  |
| 104 | Eddie Colón             | 2       | 25 de octubre de 2003    | 21   | Cidra, Puerto Rico       | |  |
| 105 | José Rivera, Jr.        | 4       | 15 de noviembre de 2003  | 14   | Guaynabo, Puerto Rico    | |  |
| 106 | Eddie Colón             | 3       | 29 de noviembre de 2003  | 21   | Bayamón, Puerto Rico     | |  |
| 107 | José Rivera, Jr.        | 5       | 20 de diciembre de 2003  | 1    | Caguas, Puerto Rico      | |  |
| —   | Vacante                 |         | 21 de diciembre de 2003  |      | Coamo, Puerto Rico       | |  |
| 108 | José Rivera, Jr.        | 6       | 3 de enero de 2004       | 21   | Bayamón, Puerto Rico     | Derrotó a Eddie Colón. |  |
| —   | Vacante                 |         | 24 de enero de 2004      |      | Caguas, Puerto Rico      | El título quedó vacante luego de una lucha ante Vengador Boricua. |  |
| 109 | José Rivera, Jr.        | 7       | 7 de febrero de 2004     | 77   | Caguas, Puerto Rico      | Derrotó al Vengador Boricua para ganar el título. |  |
| 110 | Huracán Castillo Jr.    | 4       | 24 de abril de 2004      | 14   | Caguas, Puerto Rico      | |  |
| 111 | José Rivera, Jr.        | 8       | 8 de mayo de 2004        | 7    | Caguas, Puerto Rico      | |  |
| 112 | Huracán Castillo Jr.    | 5       | 15 de mayo de 2004       | 49   | Caguas, Puerto Rico      | Ganó el título por abandono, cuando Rivera no pudo presentarse a defender el título. |  |
| 113 | Eddie Colón             | 4       | 3 de julio de 2004       | 112  | Caguas, Puerto Rico      | |  |
| 114 | Bronco I                | 2       | 23 de octubre de 2004    | 14   | Camuy, Puerto Rico       | |  |
| 115 | Eddie Colón             | 5       | 6 de noviembre de 2004   | 13   | Guaynabo, Puerto Rico    | |  |
| 116 | Bronco I                | 3       | 19 de noviembre de 2004  | 22   | Adjuntas, Puerto Rico    | |  |
| 117 | Eric Alexander          | 1       | 11 de diciembre de 2004  | 105  | Caguas, Puerto Rico      | |  |
| 118 | La Amenaza Bryan        | 1       | 26 de marzo de 2005      | 55   | Caguas, Puerto Rico      | |  |
| 119 | Chris Joel              | 1       | 20 de mayo de 2005       | 113  | Bayamón, Puerto Rico     | |  |
| 120 | Brent Dail              | 1       | 10 de septiembre de 2005 | 56   | Caguas, Puerto Rico      | |  |
| 121 | Abbad                   | 1       | 5 de noviembre de 2005   | 35   | Bayamón, Puerto Rico     | |  |
| 122 | Rico Suave              | 1       | 10 de diciembre de 2005  | 56   | Bayamón, Puerto Rico     | |  |
| 123 | Abbad                   | 2       | 4 de febrero de 2006     | 14   | Bayamón, Puerto Rico     | |  |
| 124 | Rico Suave              | 2       | 18 de febrero de 2006    | 34   | Villalba, Puerto Rico    | |  |
| 125 | Alex Montalvo           | 1       | 24 de marzo de 2006      | 1    | Bayamón, Puerto Rico     | |  |
| 126 | Bronco I                | 4       | 25 de marzo de 2006      | 21   | Carolina, Puerto Rico    | |  |
| 127 | Superstar Romeo         | 1       | 15 de abril de 2006      | 7    | Carolina, Puerto Rico    | |  |
| 128 | Bronco I                | 5       | 22 de abril de 2006      | 140  | Carolina, Puerto Rico    | |  |
| 129 | Fire Blaze              | 1       | 9 de septiembre de 2006  | 56   | Ponce, Puerto Rico       | |  |
| 130 | Barrabás, Jr.           | 1       | 4 de noviembre de 2006   | 43   | Salinas, Puerto Rico     | |  |
| 131 | Fire Blaze              | 2       | 17 de diciembre de 2006  | 48   | Bayamón, Puerto Rico     | |  |
| 132 | Alex Montalvo           | 2       | 3 de febrero de 2007     | 7    | Bayamón, Puerto Rico     | |  |
| 133 | Fire Blaze              | 3       | 10 de febrero de 2007    | 42   | Manatí, Puerto Rico      | |  |
| 134 | Ash Rubinsky            | 1       | 24 de marzo de 2007      | 14   | Ponce, Puerto Rico       | |  |
| 135 | Fire Blaze              | 4       | 7 de abril de 2007       | 21   | Caguas, Puerto Rico      | |  |
| 136 | Huracán Castillo Jr.    | 6       | 28 de abril de 2007      | 161  | Ponce, Puerto Rico       | |  |
| 137 | Crazy Rudy              | 1       | 6 de octubre de 2007     | 21   | Ponce, Puerto Rico       | |  |
| 138 | Jeff Jeffrey            | 1       | 27 de octubre de 2007    | 70   | Ponce, Puerto Rico       | |  |
| —   | Vacante                 |         | 5 de enero de 2008       |      |                          | El título quedó vacante cuando Jeffrey abandonó la WWC. |  |
| 139 | BJ                      | 1       | 19 de julio de 2008      | 21   | San Juan, [Puerto Rico   | Ganó una Battle Royal en la final del "Puerto Rico Open Challenge". |  |
| 140 | Tommy Diablo            | 1       | 9 de agosto de 2008      | 126  | Bayamón, Puerto Rico     | |  |
| 141 | BJ                      | 2       | 13 de diciembre de 2008  | 63   | Bayamón, Puerto Rico     | |  |
| 142 | Charles Evans           | 1       | 14 de febrero de 2009    | 20   | Manatí, Puerto Rico      | |  |
| 143 | BJ                      | 3       | 6 de marzo de 2009       | 71   | Ponce, Puerto Rico       | |  |
| 144 | Idol Stevens            | 1       | 16 de mayo de 2009       | 84   | Caguas, Puerto Rico      | |  |
| 145 | Glamour Boy Shane       | 2       | 8 de agosto de 2009      | 49   | Aibonito, Puerto Rico    | |  |
| 146 | Orlando Colón           | 5       | 26 de septiembre de 2009 | 154  | Bayamón, Puerto Rico     | Antes conocido como Fire Blaze. |  |
| 147 | El Sensacional Carlitos | 1       | 27 de febrero de 2010    | 134  | Ponce, Puerto Rico       | |  |
| 148 | Orlando Colón           | 6       | 11 de julio de 2010      | 76   | Bayamón, Puerto Rico     | |  |
| 149 | El Sensacional Carlitos | 2       | 25 de septiembre de 2010 | 28   | Bayamón, Puerto Rico     | Fue en un steel cage. |  |
| 150 | Black Pain              | 1       | 23 de octubre de 2010    | 21   | Bayamón, Puerto Rico     | |  |
| 151 | El Sensacional Carlitos | 3       | 13 de noviembre de 2010  | 14   | Bayamón, Puerto Rico     | |  |
| 152 | Gilbert                 | 1       | 27 de noviembre de 2010  | 15   | Bayamón, Puerto Rico     | |  |
| 153 | El Sensacional Carlitos | 4       | 12 de diciembre de 2010  | 69   | Bayamón, Puerto Rico     | |  |
| 154 | Hideo Saito             | 1       | 19 de febrero de 2011    | 35   | Carolina, Puerto Rico    | |  |
| 155 | Glamour Boy Shane       | 3       | 26 de marzo de 2011      | 49   | Carolina, Puerto Rico    | |  |
| 156 | Gilbert                 | 2       | 14 de mayo de 2011       | 112  | Bayamón, Puerto Rico     | |  |
| 157 | El Sensacional Carlitos | 5       | 3 de septiembre de 2011  | 7    | Bayamón, Puerto Rico     | |  |
| 158 | Gilbert                 | 3       | 10 de septiembre de 2011 | 161  | Bayamón, Puerto Rico     | |  |
| —   | Vacante                 |         | 18 de febrero de 2012    |      |                          | Gilbert dejó el título vacante al iniciar su caza por el WWC Universal Heavyweight Championship. |  |
| 159 | Johnny Ringo            | 1       | 4 de marzo de 2012       | 55   | Bayamón, Puerto Rico     | |  |
| 160 | La Amenaza Bryan        | 2       | 28 de abril de 2012      | 42   | Guaynabo, Puerto Rico    | |  |
| —   | Vacante                 |         | 9 de junio de 2012       |      |                          | El título quedó vacante cuando La Amenaza Bryan abandonó la WWC. |  |
| 161 | Gilbert                 | 4       | 6 de diciembre de 2012   | 51   | Bayamón, Puerto Rico     | |  |
| —   | Vacante                 |         | 26 de enero de 2013      |      |                          | El título quedó vacante debido a una lesión de Gilbert. |  |
| 162 | Samson Walker           | 1       | 26 de enero de 2013      | 14   | Cataño, Puerto Rico      | Galardonado con el título debido a que Gilbert no se presentara a defender el título debido a una lesión.                                                                                            |  |
| 163 | Chicano                 | 1       | 9 de febrero de 2013     | 22   | Cataño, Puerto Rico      | |  |
| 164 | Samson Walker           | 2       | 3 de marzo de 2013       | 13   | Bayamón, Puerto Rico     | |  |
| 165 | Chicano                 | 2       | 16 de marzo de 2013      | 133  | Bayamón, Puerto Rico     | Esta lucha fue un Boxing Match en donde Chicano noqueó a Samson Walker. |  |
| 166 | Bronco I                | 6       | 27 de julio de 2013      | 112  | Bayamón, Puerto Rico     | |  |
| 167 | Apolo                   | 1       | 16 de noviembre de 2013  | 64   | Bayamón, Puerto Rico     | |  |
| 168 | TNT                     | 2       | 30 de marzo de 2014      | 20   | Bayamón, Puerto Rico     | |  |
| —   | Vacante                 | Vacante | 19 de abril de 2014      |      | Bayamón, Puerto Rico     | El título quedó vacante luego de una lucha ante Apolo. |  |
| 169 | TNT                     | 3       | 26 de abril de 2014      | 84   | Bayamón, Puerto Rico     | Derrotó a Apolo en una revancha. |  |
| 170 | Carlito Caribbean Cool  | 1       | 19 de julio de 2014      | 83   | Bayamón, Puerto Rico     | |  |
| 171 | Gilbert                 | 5       | 10 de octubre de 2014    | 15   | Yabucoa, Puerto Rico     | |  |
| 172 | Chicano                 | 3       | 25 de octubre de 2014    | 14   | Caguas, Puerto Rico      | |  |
| 173 | Gilbert                 | 6       | 8 de noviembre de 2014   | 28   | Bayamón, Puerto Rico     | |  |
| 174 | Chicano                 | 4       | 6 de diciembre de 2014   | 49   | Bayamón, Puerto Rico     | |  |
| 175 | Ricardo Rodríguez       | 1       | 24 de enero de 2015      | 28   | Bayamón, Puerto Rico     | |  |
| 176 | Chicano                 | 5       | 21 de febrero de 2015    | 7    | Bayamón, Puerto Rico     | |  |
| 177 | La Revolución           | 1       | 28 de febrero de 2015    | 16   | Cataño, Puerto Rico      | El campeón fue un luchador enmascarado del stable La Revolución cuya identidad es desconocida. |  |
| 178 | Mike Mendoza            | 1       | 16 de marzo de 2015      | 138  | Isabela, Puerto Rico     | |  |
| 179 | La Revolución           | 2       | 1 de agosto de 2015      | 56   | Bayamón, Puerto Rico     | |  |
| 180 | El Hijo de Ray González | 1       | 26 de septiembre de 2015 | 21   | Bayamón, Puerto Rico     | |  |
| 181 | Joe Bravo               | 1       | 17 de octubre de 2015    | 21   | Bayamón, Puerto Rico     | |  |
| 182 | Miguel Perez, Jr.       | 2       | 7 de noviembre de 2015   | 77   | Bayamón, Puerto Rico     | |  |
| 183 | Ángel Fashion           | 1       | 23 de enero de 2016      | 56   | Bayamón, Puerto Rico     | Derrotó a Joe Bravo y Miguel Pérez en un Triple Threat Match. |  |
| 184 | El Sensacional Carlitos | 6       | 19 de marzo de 2016      | 7    | Bayamón, Puerto Rico     | Derrotó a Angel Fashion en un 2 on 3 falls count match en donde la tercera caída fue un hair vs hair match.                                                                                          |  |
| 185 | Angel Fashion           | 2       | 26 de marzo de 2016      | 63   | Bayamón, Puerto Rico     | Derrotó a Carlitos en las primeras dos caídas de un 2 on 3 falls count match en donde la primera caída fue por el título de Puerto Rico y la segunda caída fue en un hair vs hair match.             |  |
| 186 | Chicano                 | 6       | 28 de mayo de 2016       | 224  | Bayamón, Puerto Rico     | |  |
| 187 | Mike Mendoza            | 2       | 16 de marzo de 2017      | 105  | Bayamón, Puerto Rico     | Gana una batalla real último eliminado Ray González, Jr. |  |
| 188 | Lightning               | 1       | 29 de abril de 2017      | 98   | Manatí, Puerto Rico      | |  |
| 189 | Gilbert                 | 7       | 5 de agosto de 2017      | 225  | Bayamón, Puerto Rico     | |  |
| 190 | Chicano                 | 7       | 18 de marzo de 2018      | 2542 | Bayamón, Puerto Rico     | |  |

### Total de días con el título
La siguiente lista muestra el total de días que un luchador ha poseído el campeonato si se suman todos los reinados que posee. Actualizado a la fecha del 3 de marzo de 2025.
| + | Indica el campeón actual                         |
|   | Indica a un campeón con falta o nula información |

| N.º                              | Campeón                                | Reinados | Total de días |
| -------------------------------- | -------------------------------------- | -------- | ------------- |
| 1                                | Carlos Colón                           | 9        | 1,419         |
| 2                                | Invader I                              | 12       | 973           |
| 3                                | José Miguel Pérez                      | 4        | 608           |
| 4                                | Gilbert                                | 7        | 607           |
| 5                                | Huracán Castillo, Jr. (Jesús Castillo) | 6        | 491           |
| 6                                | Chicano                                | 7        | 475           |
| 7                                | Fire Blaze/Orlando Colón               | 6        | 397           |
| 8                                | King Tonga                             | 2        | 330           |
| 9                                | Eric Embry                             | 2        | 301           |
| 10                               | Abdullah the Butcher                   | 3        | 293           |
| 11                               | Bronco I                               | 6        | 281           |
| 12                               | El Sensacional Carlitos                | 6        | 266           |
| 13                               | Ray González                           | 5        | 262           |
| 14                               | Hercules Ayala                         | 5        | 247           |
| 15                               | Mike Mendoza                           | 2        | 243           |
| 16                               | José Rivera, Jr.                       | 8        | 235           |
| 17                               | Ricky Santana                          | 5        | 230           |
| 17                               | Miguel Perez, Jr.                      | 2        | 230           |
| 18                               | Villano III                            | 2        | 225           |
| 19                               | Eddie Colón                            | 5        | 204           |
| 20                               | Kareem Mumhammad                       | 1        | 190           |
| 21                               | Mighty Igor                            | 1        | 189           |
| 21                               | Glamour Boy Shane                      | 3        | 189           |
| 22                               | Titán (David Irizarry)                 | 1        | 188           |
| 25                               | Jake Roberts                           | 1        | 183           |
| 23                               | BJ                                     | 3        | 155           |
| 24                               | Bob Sweetan                            | 1        | 153           |
| 25                               | Manny Fernández                        | 1        | 144           |
| 26                               | Fidel Sierra                           | 3        | 134           |
| 26                               | Apolo                                  | 1        | 134           |
| 27                               | Jose Rivera, Sr.                       | 1        | 126           |
| 27                               | Tommy Diablo                           | 1        | 126           |
| 28                               | Black Gordman                          | 1        | 125           |
| 28                               | TNT                                    | 3        | 125           |
| 29                               | Ángel Fashion (Ángel Pérez)            | 2        | 119           |
| 30                               | Super Médico I                         | 3        | 115           |
| 31                               | Chris Joel                             | 1        | 113           |
| 32                               | Victor The Bodyguard                   | 1        | 112           |
| 33                               | Eric Alexander                         | 1        | 105           |
| 34                               | Mohammed Hussein Lou Fabbiano)         | 1        | 101           |
| 35                               | Lightning                              | 2        | 100           |
| 35                               | Eric The Red                           | 1        | 98            |
| 36                               | La Amenaza Bryan                       | 2        | 97            |
| 38                               | Tor Kamata                             | 1        | 91            |
| 39                               | Rico Suave                             | 2        | 90            |
| 40                               | Super Black Ninja                      | 1        | 84            |
| 40                               | Ivan Koloff                            | 1        | 84            |
| 40                               | Idol Stevens                           | 1        | 84            |
| 41                               | Carlito Caribbean Cool                 | 1        | 83            |
| 42                               | Abudda Dein                            | 1        | 78            |
| 43                               | La Revolución                          | 2        | 72            |
| 42                               | Tosh Togo                              | 1        | 70            |
| 42                               | Konga The Barbarian                    | 1        | 70            |
| 42                               | Jeff Jeffrey                           | 1        | 70            |
| 44                               | Harley Lewis                           | 1        | 69            |
| 45                               | Dominican Boy                          | 1        | 68            |
| 46                               | Dory Funk Jr.                          | 1        | 63            |
| 46                               | Brent Dail                             | 1        | 56            |
| 47                               | Johnny Ringo                           | 1        | 55            |
| 49                               | Abbad                                  | 2        | 49            |
| 50                               | Bobby Jaggers                          | 1        | 47            |
| 51                               | Rex King                               | 1        | 43            |
| 51                               | Barrabás, Jr.                          | 1        | 43            |
| 52                               | Mustafa Saed                           | 1        | 42            |
| 52                               | El Nene                                | 3        | 42            |
| 53                               | Al Pérez                               | 1        | 38            |
| 54                               | Huracán Castillo (Pedro Castillo)      | 1        | 35            |
| 54                               | Mongolian Stomper                      | 1        | 35            |
| 54                               | Hideo Saito                            | 1        | 35            |
| 55                               | Terry Gibbs                            | 1        | 33            |
| 55                               | Ox Baker                               | 1        | 28            |
| 55                               | Kendo Kimura (Kengo Kimura)            | 1        | 28            |
| 55                               | Paul LeDuc                             | 1        | 28            |
| 55                               | Ricardo Rodríguez                      | 1        | 28            |
| 56                               | Samson Walker                          | 2        | 27            |
| 57                               | Jim Steele                             | 1        | 21            |
| 57                               | Crazy Rudy                             | 1        | 21            |
| 57                               | El Hijo de Ray González                | 1        | 21            |
| 57                               | Joe Bravo                              | 1        | 21            |
| 57                               | Black Pain                             | 1        | 21            |
| 58                               | Charles Evans                          | 1        | 20            |
| 59                               | Mighty Ursus                           | 1        | 16            |
| 60                               | Dr. Klodied                            | 1        | 14            |
| 60                               | Ash Rubinsky                           | 1        | 14            |
| 61                               | Pampero Firpo                          | 1        | 11            |
| 62                               | Alex Montalvo                          | 2        | 8             |
| 63                               | Superstar Romeo                        | 1        | 7             |
| 63                               |                                        |          |               |
| Jason the Terrible (Karl Moffat) | 1                                      | 0        |               |

## Mayor cantidad de reinados
- 12 veces: Invader I.
- 9 veces: Carlos Colón.
- 8 veces: Jose Rivera, Jr.
- 7 veces: Gilbert
- 6 veces: Fire Blaze/Orlando Colón, Huracán Castillo, Jr. Bronco I, El Sensacional Carlitos y Chicano
- 5 veces: Hercules Ayala, Ray González, Ricky Santana y Eddie Colón
- 4 veces: José Miguel Pérez
- 3 veces: Abdullah the Butcher, Super Médico I, Fidel Sierra, El Nene, BJ, Glamour Boy Shane y TNT.
- 2 veces: King Tonga, Eric Embry, Villano III, Abbad, Rico Suave, Alex Montalvo, La Amenaza Bryan, Samson Walker, Apolo,
La Revolución, Miguel Perez, Jr., Ángel Fashion y Mike Mendoza.